# Det rullande paradiset
Det rullande paradiset är en litterär samlingsvolym, som utgavs av Musikhuset, Borås i mars 1977. I bokens korta förord fastslog författarna att detta var första gången en liknande publikation gjordes med poeter verksamma i Borås. De ansåg dessutom att projektet var ganska unikt, därför att de hade genomfört det tillsammans. Det betonades också att antologin ville manifestera dessa poeter som grupp där och då ("här och nu"). Något tema hade inte föresvävat dem, utan var och en fick framträda i sin egen rätt. Det påpekades slutligen att Musikhuset i Borås var det första i landet att stötta en liknande utgåva ekonomiskt.
De medverkande har varsin sektion, med omkring tio texter i varje. De är i tur och ordning: Roy Isaksson (* 1948), Görgen Antonsson (* 1958), Lars G. Gustafsson (* 1954), Arne Nilsson (* 1949) och Mikael Ejdemyr (* 1953). Förutom Roy Isaksson, som hade debuterat året innan med diktsamlingen Moteld (Fria Förlaget, 1976), var de alla debutanter. 
Omslagets bild är en teckning av konstnären Hans Gothlin. 

## Fotnoter
1. ↑  En liknande manifestation hade gjorts av 7 unga bildkonstnärer verksamma i Borås i november året innan då de ställde ut tillsammans på Borås konstmuseum. De var Björn Bredström, Frans van Bruggen, Björn Eriksson, Arne Fallberg, Hans Gothlin, Bengt Ivstedt och Örjan Wallert. I deras utställningshäfte förekom bland annat en dikt av Mikael Ejdemyr. Den hette Det rullande paradiset och var skriven till en målning av Hans Gothlin, men finns inte medtagen i antologin med samma namn. Borås Tidning: 1976-11-05, s. 6; Borås Tidning: 1976-11-12, s. 11.